# 孟加拉國—緬甸關係
孟加拉國－緬甸關係，是指孟加拉國和緬甸的雙邊關係。
孟加拉國和緬甸是鄰國，兩國關係密切，儘管孟加拉國國內百多萬名羅興亞人難民的存在常常是一個主要的刺激。孟加拉國的民間社會和政治階級也經常對緬甸民主鬥爭表示聲援。然而，孟加拉國尋求與緬甸更大的貿易額和公路和鐵路網絡連線，以促進兩國經濟關係。
2016年12月，孟加拉國邊防部隊指責緬甸海軍向在孟加拉灣的四名孟加拉國漁民開槍，導致正式抗議。